# Oenanthe humilis
Oenanthe humilis är en flockblommig växtart som beskrevs av Constantine Samuel Rafinesque. Oenanthe humilis ingår i släktet stäkror, och familjen flockblommiga växter. Inga underarter finns listade i Catalogue of Life.